# Kinya Matsuura
Kinya Matsuura (Japans: 松浦欣也, Matsūra Kinya) (Obihiro, 1938) is een Japans componist.

## Leven
Matsuura studeerde aan de Hokkaido University of Education - Asahikawa School, te Sapporo. Tijdens zijn werkzaamheid als leraar was hij actief als componist en arrangeur bezig. In 1996 werd een van zijn werken als verplicht werk voor de All Japan Band Contest vastgelegd. Dit werk was al spoedig in de Florida Bandmaster's Association Concert List en werd sindsdien op concoursen in de Verenigde Staten en in Europa uitgevoerd.

## Composities

### Werken voor harmonieorkest
- 1996 HAN-NYA Dramatic Fantasy
- Ooyuki-no-hibiki
- Kodou
- Machibouke
- Sanka
- Kodomo-no-uta